# Colomby-sur-Thaon

Colomby-sur-Thaon este o comună în departamentul Calvados, Franța. În 1 ianuarie 2017 avea o populație de 382 de locuitori.